# Baršauskas
Baršauskas ist ein litauischer männlicher Familienname.

## Weibliche Formen
- Baršauskaitė (ledig)
- Baršauskienė (verheiratet)

## Personen
- Kazimieras Baršauskas (1904–1964), litauischer Physiker, Professor, Rektor
- Mindaugas Baršauskas (* 1980), litauischer Dartspieler
- Petras Baršauskas (* 1953), litauischer Ingenieur, Professor, Rektor